# 박동규
박동규(朴東奎, 1939년 1월 16일 ~ )는 대한민국의 국문학자이자 문학평론가, 방송인이다. 본관은 경주(慶州)이다. 시인 박목월(朴木月)의 장남이다.

## 생애
경상북도 월성에서 시인 박목월과 유익순의 아들로 출생하였다. 서울고등학교를 거쳐 서울대학교 국문과 학사 및 동 대학원 석·박사과정을 나왔고 1962년 《현대문학》에 〈카오스의 질서화작용(秩序化作用)〉,〈언어·성격·행동〉으로 추천되어 문단에 등단하였다. 1969년부터 1984년까지 서울대학교 교양과정 전임강사와 조교수, 부교수를 두루 역임했고 1984년부터 2004년까지 동 대학의 국문학과 교수로 있었으며, 2008년 현재 서울대학교 명예교수로 재직 중이다. 한때 캐나다 토론토 대학교 문학과 객원교수를 지내기도 했다. 주로 분석비평적 방법을 취하면서 대표작으로는 《현대소설기술(現代小說技術)》 및 《구조론》등이 있다. 그밖에 월간 시 전문 잡지 심상지의 편집고문을 맡아보았다.
1986년~1992년에는 KBS1방송의 문화가 산책, 1992년 집중기획-독서기획, 1995년 DSN방송의 명사의어머니, 1996년 EBS의 중2국어 등의 진행을 맡아보았다. 수상 경력으로는 현대문학상 평론부문상과 2004년에는 황조근정훈장을 받았다.

## 저서
- 《인간은 혼자서는 살 수 없다》 1990, 자유문학사
- 《삶의 길을 묻는 당신에게》 1999, 모아드림
- 《사랑하는 나의 가족에게》
- 《별을 밟고 오는 영혼》
- 《아버지와 아들》
- 《당신이 고독할 때》

## 학력
- 서울고등학교 졸업
- 서울대학교 국어국문학과 학사
- 서울대학교 대학원 국어국문학과 문학석사, 문학박사